# Rödbrun tryffel
Rödbrun tryffel (Tuber rufum) är en svampart som beskrevs av Picco 1788. Rödbrun tryffel ingår i släktet Tuber och familjen Tuberaceae.  Arten är reproducerande i Sverige. Inga underarter finns listade i Catalogue of Life.